# Fasanjassana
Fasanjassana (Hydrophasianus chirurgus) är en asiatisk vadarfågel i familjen jassanor.

## Utseende
Karakteristiskt för fasanjassana liksom för andra arter inom familjen jassanor är dess långa ben och mycket stora fötter med långa tår och klor som möjliggör för dem att gå omkring på flytande vegetation. Fasanjaçanan utmärker sig i familjen genom att vara den enda arten som har en särskild häckningsdräkt. I flykten syns de stora vita inslagen på ovansidan av vingarna som undertill är helt vita.
Adult i häckningsdräkt har en mycket lång svart stjärt, vitt ansikte och strupe, brungrå rygg och brun undersida samt gult på halssidorna. Utanför häckningstid är stjärten mycket kortare, undersidan vit och över bröstet syns ett svart band. Kroppslängden är 31 centimeter.

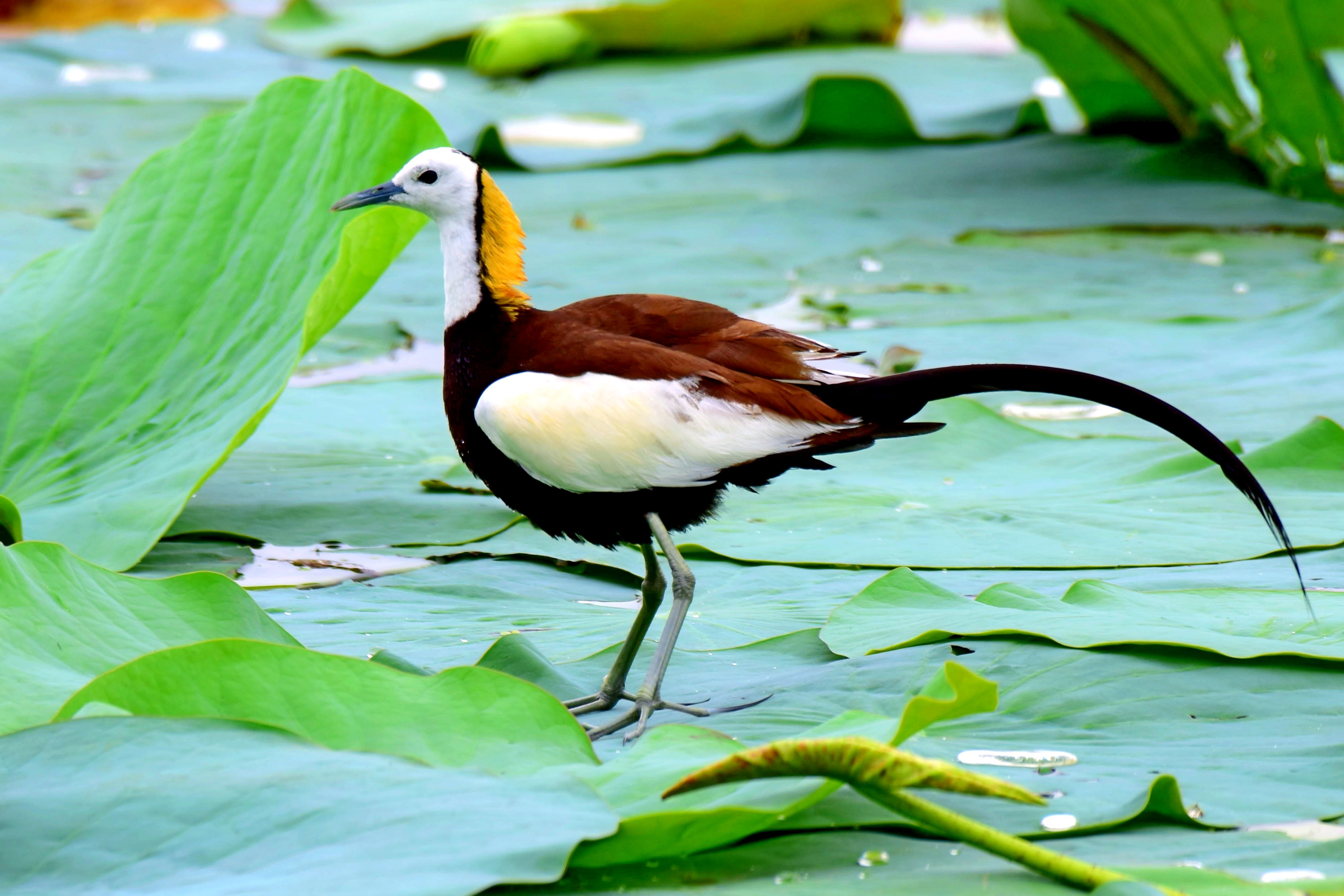
Adult fasanjassana i häckningsdräkt.

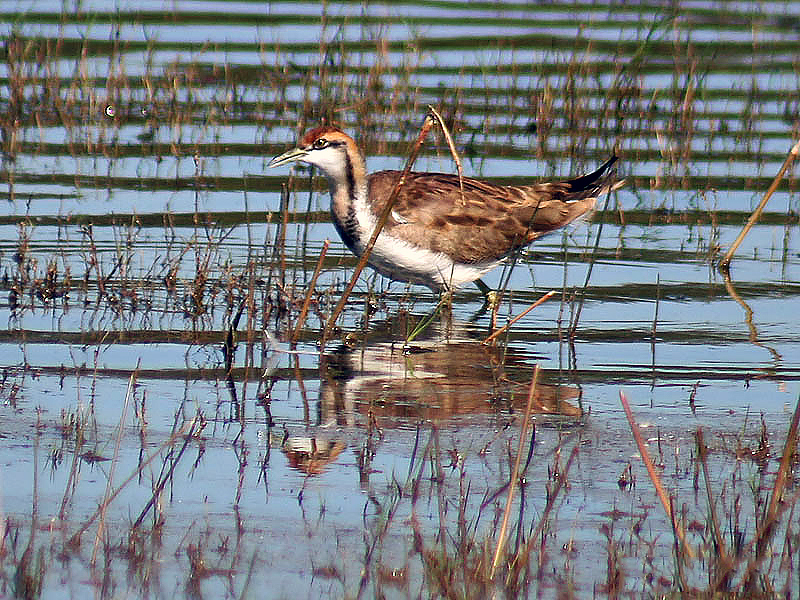
Utanför häckningstid.

## Utbredning
Fasanjassana förekommer i kärr och myrar i Indien, Sydostasien och Filippinerna. Den ses även vintertid i Oman, där den även häckat. Fågeln är en tillfällig gäst i Qatar, Saudiarabien, Förenade Arabemiraten och Jemen; även Australien och Afghanistan.

## Systematik
Fasanjassana placeras som enda art i släktet Hydrophasianus och behandlas som monotypisk, det vill säga att den inte delas in i några underarter. Dess närmaste släktingar är troligen de amerikanska jassanorna i släktet Jacana.

## Status
Arten har ett stort utbredningsområde och internationella naturvårdsunionen IUCN kategoriserar arten som livskraftig. Beståndsutvecklingen är dock oklar. Världspopulationen uppskattas till mellan 20 000 och 33 300 adulta individer.

## Namn
På svenska har fågeln tidigare även kallats vattenfasan. 